# Travis Cohn
Travis Cohn (Decatur (Alabama), 3 de junio de 1989) es un baloncestista estadounidense que actualmente se encuentra sin equipo. Con 1,78 metros de estatura, juega en la posición de base.

## Trayectoria deportiva
Jugó cuatro temporadas con los Jacksonville Dolphins. Tras no ser elegido en el Draft de la NBA de 2011, se unió a los Springfield Armor para disputar la liga de desarrollo de la NBA en la temporada 2011-12. 
En la temporada 2013-14, daría el salto a Europa para jugar en Islandia, en concreto, en las filas del Ungmennafélagið Snæfell. En la siguiente temporada, comenzaría en el Enosis Neon Paralimni de Chipre y acabaría la temporada en el KK Elektra Šoštanj de la 1. A slovenska košarkarska liga, la primera división del baloncesto esloveno.
La temporada 2015-16, la comenzaría en las filas del Jászberényi KSE húngaro y volvería a Eslovenia para jugar en el KK Helios Domžale.
La temporada 2016-17, jugaría en Serie A-2 italiana en las filas del Andrea Costa Imola, realizando unos promedios de 16.4 puntos, 5.1 rebotes y 2.9 asistencias por partido.
En diciembre de 2017 fichó por el Koroivos B.C. de la A1 Ethniki.